# Pandèmia de COVID-19 a Niue
La pandèmia de COVID-19 a Niue forma part de la pandèmia mundial actual de la malaltia coronavirus 2019 (COVID-19) causada pel coronavirus 2 de la síndrome respiratòria aguda severa (SARS-CoV-2). Niue va informar el seu primer cas confirmat el 9 de març de 2022.

## Rerefons
El 12 de gener de 2020, l'Organització Mundial de la Salut (OMS) va confirmar que un nou coronavirus era la causa d'una malaltia respiratòria en un grup de persones a Wuhan, província de Hubei, Xina, que en va informar a l'OMS el 31 de desembre de 2019.
La taxa de latalitat per COVID-19 ha estat molt inferior a la del SARS de 2003, però la transmissió ha estat significativament més gran, resultant en un nombre total de morts important.
Niue, juntament amb les illes Cook, es van annexionar formalment al regne de Nova Zelanda l'11 de juny de 1901. Niue es va convertir en un territori autònom en lliure associació amb Nova Zelanda el 9 d'octubre de 1974. Com a estat associat, Niue continua sent constitucionalment part del Regne de Nova Zelanda. Els niueans també conserven la nacionalitat neozelandesa, l'accés obert a Nova Zelanda i reben assistència pressupostària. Niue tampoc és membre de les Nacions Unides.

## Cronologia
El 9 de març de 2022, el país va notificar el seu primer cas de COVID-19 com a resultat d'un viatge des de Nova Zelanda.
El 24 de març, es van notificar quatre casos nous a la frontera com a conseqüència d'un viatge des de Nova Zelanda. Els quatre casos eren asimptomàtics i inclouen dos nens menors de tres anys. En resposta, el primer ministre Dalton Tagelagi va situar Niue al nivell d'alerta groc, que és el segon dels tres nivells d'alerta per a la resposta de Niue a la COVID-19.
El 30 de març, es van notificar dos nous casos, fet que va augmentar a sis el nombre total de casos actius. Tegelagi va criticar els familiars de les persones infectades per romandre fora de les instal·lacions d'aïllament i quarantena gestionats (MIQ per les seves sigles en anglès). Els va aconsellar que no xerressin amb els pacients mentre els deixaven menjar a les instal·lacions del MIQ.
L'1 de juliol, cinc passatgers d'un vol de Nova Zelanda amb 118 passatgers van donar positiu per COVID-19. En resposta, les autoritats de Niue van fer proves els altres passatgers i van iniciar un seguiment per identificar els contactes propers de les persones infectades.
El 30 de juliol, Niue va informar dels seus primers quatre casos comunitaris. En aquell moment, el país havia notificat 30 casos de COVID-19 a la frontera. Al final d'aquell dia, el nombre de nous casos havia augmentat a nou.
El 19 de desembre de 2023, Niue va informar de 22 casos actius del virus amb quatre pacients recuperats.

## Respostes
En resposta a la pandèmia global de COVID-19 el març de 2020, el govern de Niue va prohibir els visitants de països molt afectats i, més tard, totes les arribades, excepte els residents de Niue i només les persones que s'encarreguessin dels serveis essencials.
Des del març de 2021, Niue tenia una política de viatge d'anada que permetia els niueans viatjar a Nova Zelanda sense quarantena. A partir del 24 de març de 2021, tots els viatgers de Niue van poder reprendre els viatges sense quarantena a Nova Zelanda.
Després del primer cas anunciat per l'estat insular el 8 de març de 2022, Niue va endurir les seves restriccions frontereres amb l'objectiu d'eliminar la COVID-19 de l'illa. Els viatgers havien de fer una prova de reacció en cadena de la polimerasa (PCR) 48 hores abans de sortir de Nova Zelanda a Niue. El 6 d'abril de 2022, el govern va revisar la política exigint als viatgers a Niue que fessin proves ràpides d'antigen abans de marxar cap a Niue.
Després que es van informar de nou casos el 30 de juliol, les autoritats de Niue van activar el codi vermell d'alerta COVID-19 en tot el país, però no van implementar cap bloqueig.

## Vacunació de COVID-19
Niue va començar la campanya de vacunació la setmana del 31 de maig de 2021.
El 9 de juliol de 2021, Niue va completar el seu llançament inicial de vacunació, que incloïa tothom de 16 anys o més. El 97% de la població elegible s'ha vacunat completament mitjançant la vacuna Pfizer Comirnaty.
A data de l'1 d'agost de 2021, s'han administrat un total de 2.352 dosis de la vacuna.